# Maragogi
Maragogi là một đô thị thuộc bang Alagoas, Brasil. Đô thị này có diện tích 333,73 km², dân số năm 2007 là 24870 người, mật độ 74,52 người/km².